# Mabel King
Mabel King fue una actriz estadounidense nacida el 25 de diciembre en 1932 en Charleston, Carolina del Sur (Estados Unidos), y fallecida el 9 de noviembre de 1999 en la ciudad de Los Ángeles (California).

## Filmografía
- 1973: Don't Play Us Cheap: House guest at the party

- 1973: Ganja & Hess: Queen of Myrthia

- 1976: Bingo (The Bingo Long Traveling All-Stars & Motor Kings): Bertha Dewitt, Owner of Charcoal Kings

- 1977: Scott Joplin: Madam Amy

- 1978: El Mago (Michael Jackson): Evillene, the Wicked Witch of the West

- 1979: Un vrai schnock (The Jerk): Mother

- 1980: The Gong Show Movie: Mabel

- 1981: Getting Over: Mabel Queen

- 1983: All the Money in the World (TV): Mrs. Trussker

- 1984: The Jerk, Too (TV): Mama Johnson

- 1988: Scrooged: Gramma

- 1991: Dead Men Don't Die